# Jakin och Boas
Jakin och Boas var två pelare på vardera sida om ingången till Jerusalems tempel. Jakin och Boas finns beskrivna i Första Kungaboken och Andra Krönikeboken. Pelarna var gjutna av brons eller koppar.